# Вісник Харківського національного університету внутрішніх справ
«Вісник Харківського національного університету внутрішніх справ» — науковий часопис Харківського національного університету внутрішніх справ. Часопис засновано 1995 року, виходить чотири рази на рік.

## Історія
Збірник наукових праць «Вісник Харківського національного університету внутрішніх справ» (перша назва — «Вісник Університету внутрішніх справ») було засновано у 1995 р. (перше свідоцтво про державну реєстрацію друкованого ЗМІ серії КВ № 1671 від 19.10.1995 видано Міністерством України у справах преси та інформації), перший друкований випуск видання побачив світ у 1996 році.
До складу першої редакційної колегії збірника увійшли: ректор Університету, доктор юридичних наук, професор О. М. Бандурка (відповідальний редактор), доктор юридичних наук, професор О. Н. Ярмиш (заступник відповідального редактора), П. М. Львова (відповідальний секретар), доктор юридичних наук, професор В. С. Венедиктов [Архівовано 2 серпня 2018 у Wayback Machine.], кандидат юридичних наук, доцент В. Я. Гоц, доктор історичних наук, професор В. А. Греченко, доктор біологічних наук, професор В. А. Друзь, доктор юридичних наук, професор А. Ф. Зелінський, кандидат юридичних наук, доцент І. Г. Кириченко, доктор економічних наук, професор Є. В. Ковальов [Архівовано 23 травня 2017 у Wayback Machine.], кандидат юридичних наук, доцент Г. К. Кожевніков, доктор філософських наук, професор О. М. Кривуля, кандидат педагогічних наук, доцент О. С. Левашов [Архівовано 18 червня 2017 у Wayback Machine.], кандидат юридичних наук, доцент П. І. Орлов, доктор юридичних наук, професор О. А. Пушкін, доктор соціологічних наук, професор В. О. Соболєв, доктор фізико-математичних наук, професор С. В. Яковлєв.
Голови редакційної колегії збірника за час його існування:
- 1995—2005 рр., 2010—2012 рр. — Бандурка Олександр Маркович (відповідальний редактор);
- 2005—2006 рр. — Ярмиш Олександр Назарович (відповідальний редактор);
- 2006—2007 рр. — Погрібний Олексій Олексійович (відповідальний редактор);
- 2007—2008 рр. — Комзюк Анатолій Трохимович (відповідальний редактор);
- 2008—2010 рр. — Пономаренко Ганна Олександрівна (відповідальний редактор);
- 2012—2016 рр. — Гусаров Сергій Миколайович (головний редактор);
- з 2016 р. — Сокуренко Валерій Васильович (головний редактор).

Відповідальні секретарі редколегії збірника:
- 1995—2009 рр. — Львова Поліна (Пелагея) Михайлівна;
- з 2009 р. — Білоус Петро Олександрович [Архівовано 9 липня 2017 у Wayback Machine.].

У 2007 р. було здійснено перереєстрацію збірника як друкованого засобу масової інформації в Міністерстві юстиції України (свідоцтво серії КВ № 13013-1897 ПР від 28.08.2007).
У 2009 р. збірник було зареєстровано як міжнародне видання в ISSN International Centre, Paris (ISSN 1999-5717).

## Визнання збірника як фахового в Україні
Збірник є фаховим з:
- юридичних наук (з 26.06.1997 дотепер),
- соціологічних наук (з 11.09.1997 по 25.05.2015),
- політичних наук (з 11.09.1997 по 31.08.1999),
- технічних наук (з 11.09.1997 по 31.08.1999),
- філософських наук (з 11.09.1997 по 31.08.1999),
- психологічних наук (з 11.09.1997 по 31.08.1999),
- економічних наук (з 11.09.1997 по 31.08.1999),
- науки державного управління (з 11.09.1997 по 31.08.2010).

## Участь у конкурсах
2008 р. — 3-тє місце в Конкурсі на найкраще наукове, навчальне та періодичне видання в системі МВС України в номінації «Наукові періодичні видання» (далі — Конкурс МВС);
2009 р. — переможець Конкурсу МВС;
2011 р. — 3-тє місце в Конкурсі МВС;
2013 р. — 2-ге місце в Конкурсі МВС.

## Реєстрація збірника в міжнародних наукометричних базах, репозитаріях, каталогах
1) Google Scholar (Google Академія) — з 2015 р.;
2) Index Copernicus International — з 2015 р.;
3) Polska Bibliografia Naukowa (PBN) — з 2015 р.;
4) Research Bible (ResearchBib) [Архівовано 24 лютого 2017 у Wayback Machine.] — з 2015 р.;
5) Наукова періодика України (НБУВ) — з 2009 р.

## Інші періодичні наукові видання ХНУВС[5][6]
1. Науковий журнал «Право і Безпека», сайт видання: http://pb.univd.edu.ua [Архівовано 8 жовтня 2018 у Wayback Machine.]
2. Збірник наукових праць "Вісник Кримінологічної асоціації України, сайт видання: http://www.visnikkau.org [Архівовано 2 березня 2022 у Wayback Machine.]
3. Електронне наукове фахове видання «Форум права», сайт видання: http://forumprava.pp.ua [Архівовано 6 червня 2022 у Wayback Machine.]